# Urostachys glaucus
Urostachys glaucus là một loài thực vật có mạch trong Họ Thạch tùng. Loài này được (Ces.) Herter miêu tả khoa học đầu tiên năm 1950.